# Kwakéa
Kwakéa es un islote ubicado al este de Vanua Lava en las islas Banks, Vanuatu. 

## Geografía
La isla de Kwakéa tiene un clima monzónico. La temperatura media es de 22 °C. El mes más cálido es marzo (23 °C) y el mes más frío es septiembre (22 °C). La precipitación media anual es de 3337 milímetros.
El canal que fluye entre Kwakéa y Vanua Lava se conoce como Dudley Channel. El islote Nawila se encuentra a 500 m al oeste de Kwakéa.
Según el censo de 2009, Kwakéa tiene una población de 29 habitantes.